# بلشیپس
بلشیپس (انگلیسی: Belships) شرکت کشتیرانی نروژی است، که در سال ۱۹۱۸ تأسیس شد.